# Всесвітній день без тютюну

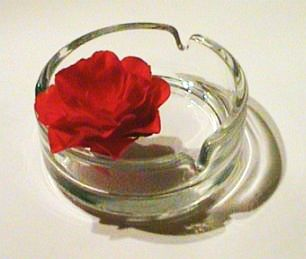
Попільнички з живих квітів — загальний символ Всесвітнього дня без тютюну.

Всесві́тній день без тютюну (англ. World No Tobacco Day) — встановлений у 1987 році Всесвітньою організацією охорони здоров'я, відзначається 31 травня кожного року. В цей день по всьому світу проходять антитютюнові акції. Кампанія спрямована на поширення інформації про небезпеку тютюну і його негативний вплив на здоров'я. Заходи, що проводяться у рамках кампанії Всесвітнього дня без тютюну, також спрямовані на зниження захворюваності і смертності,  що спричинені вживанням тютюну.
У березні 2006 року Верховна Рада України ратифікувала Рамкову конвенцію ВООЗ з боротьби проти тютюну. Конвенція зобов'язує учасників вживати конкретних заходів, спрямованих на подолання тютюнової пандемії.
Причиною появи боротьби з тютюнопалінням є передчасна смертність та хвороби в усьому світі, яким людство здатне запобігти. Натепер, за даними звіту Всесвітньої організації охорони здоров'я (ВООЗ), від вживання тютюну щороку помирає понад 5 мільйонів людей. Очікується, що до 2030 року ця цифра зросте до 8 мільйонів смертей щорічно. У Європейському регіоні тютюн винен у смерті близько 1,6 мільйона людей на рік.
Основними причинами смертей, пов'язаних із тютюнопалінням, є: 
- серцево-судинні захворювання (47 %);
- захворювання органів дихання (19 %);
- рак легень (16 %);
- інші види раку (9 %):
- інші причини (9 %).

Близько 70 %, пов'язаних із тютюном, смертей сталися з людьми віком від 35 до 69 років, а це означає, що кожен померлий у цій віковій групі втратив у середньому 19 років життя.
В Україні палить близько 11, 5 млн жителів, з них — 9,1 млн чоловіків та 2,5 млн жінок. У відсотковому відношенні — 60 % і 11,2 %, відповідно. Приблизно третина населення у віці від 18 до 25 років — є постійними курцями. Більш, як половина всіх курців свою першу сигарету викурили у віці до 12 років.
Для проведення Всесвітнього дня боротьби з тютюнопалінням Головне управління охорони здоров'я пропонує проводити наступні заходи:
- широко залучати фахівців первинної ланки медико-санітарної допомоги до заходів, спрямованих на профілактичну роботу та роботу з особами, що бажають позбавитись тютюнової залежності;

- організувати виступи на радіо та телебаченні;
- висвітлити дану проблему в пресі;
- випустити санітарні бюлетені;
- в лікувально-профілактичних та навчальних закладах організувати проведення лекцій, бесід, тематичних вечорів.

Міжнародний день відмови від паління (англ. Great American Smokeout) відзначається також у третій четвер листопада. Він був встановлений Американським онкологічним товариством (англ. American Cancer Society) в 1977 році.
Чотири провідні серцево-судинні організації: Американська кардіологічна асоціація (American Heart Association), Американський коледж кардіології (American College of Cardiology), Європейське товариство кардіологів (European Society of Cardiology) та Всесвітня кардіологічна федерація (World Heart Federation) 26 травня 2021 року опублікували спільний висновок з закликом до посилення активних дій у глобальному масштабі, щоб покласти край тютюновій епідемії раз і назавжди. Організації закликають уряди країн вжити негайних заходів щодо реалізації концепції MPOWER Всесвітньої організації охорони здоров'я, в якій викладено шість основних політичних підходів, які довели свою ефективність в скороченні вживання тютюну:  
- Моніторинг вживання тютюну і політики профілактики.
- Захист людей від тютюнового диму.
- Допомогу в припиненні вживання тютюну.
- Попередження населення про небезпеку тютюну.
- Забезпечування дотримання заборони на рекламу, стимулювання продажу й спонсорство тютюну.
- Підвищення податків на тютюн.

ВООЗ повідомляє про більш ніж 25 захворюваннь, перебіг яких погіршується під впливом паління (серцево-судинні, легеневі та онкологічні захворювання). Серйозні наукові докази зв'язку раку легень та інфаркту міокарда з палінням були приведені в багаторічному дослідженні британських учених British Doctors Study.
Всесвітній день без тютюну входить в систему всесвітніх і міжнародних днів ООН.

## Теми Дня
- 2021: Прийміть рішення кинути курити[6]
- 2020: Захист юнацтва від маніпуляцій тютюнової індустрії та запобігання їх залученню до вживання тютюну та нікотину[7]
- 2019: Тютюн і здоров'я легень
- 2018: Тютюн і серцеві хвороби
- 2017: Тютюн — загроза для розвитку (англ. Tobacco – a threat to development); [Архівовано 22 травня 2017 у Wayback Machine.]
- 2016: Готуйтесь до переходу на просту упаковку (англ. Get ready for plain packaging); [Архівовано 19 червня 2016 у Wayback Machine.]
- 2015: Стоп незаконній торгівлі тютюновими виробами (англ. Stop illicit trade of tobacco products); [Архівовано 30 жовтня 2017 у Wayback Machine.]
- 2014: Збільшить податки на тютюнові вироби (англ. Raise taxes on tobacco); [Архівовано 19 листопада 2017 у Wayback Machine.]
- 2013: Заборонити рекламу тютюну та спонсорство (англ. Ban tobacco advertising, promotion and sponsorship); [Архівовано 1 листопада 2017 у Wayback Machine.]
- 2012: Зупинити втручання тютюнової промисловості (англ. Tobacco industry interference); [Архівовано 19 березня 2018 у Wayback Machine.]
- 2011 рік — «Рамкова конвенція ВООЗ з боротьби проти тютюну»
- 2010 рік — «Гендерний фактор і тютюн: особлива увага маркетингу для жінок»
- 2009 рік — «Попередження про шкоду тютюну для здоров'я»
- 2008 рік — «Молодь без тютюну»
- 2007 рік — «Місця перебування людей без тютюнового диму»
- 2006 рік — «Тютюн в будь-якій формі та різновидах смертельно небезпечний»
- 2005 рік — «Фахівці охорони здоров'я та боротьба проти тютюну»
- 2004 рік — «Тютюн і бідність: ганебне коло»